# Bab El Oued
Bab El Oued là một đô thị thuộc tỉnh Alger, Algérie. Dân số thời điểm năm 2002 là 87.557 người.

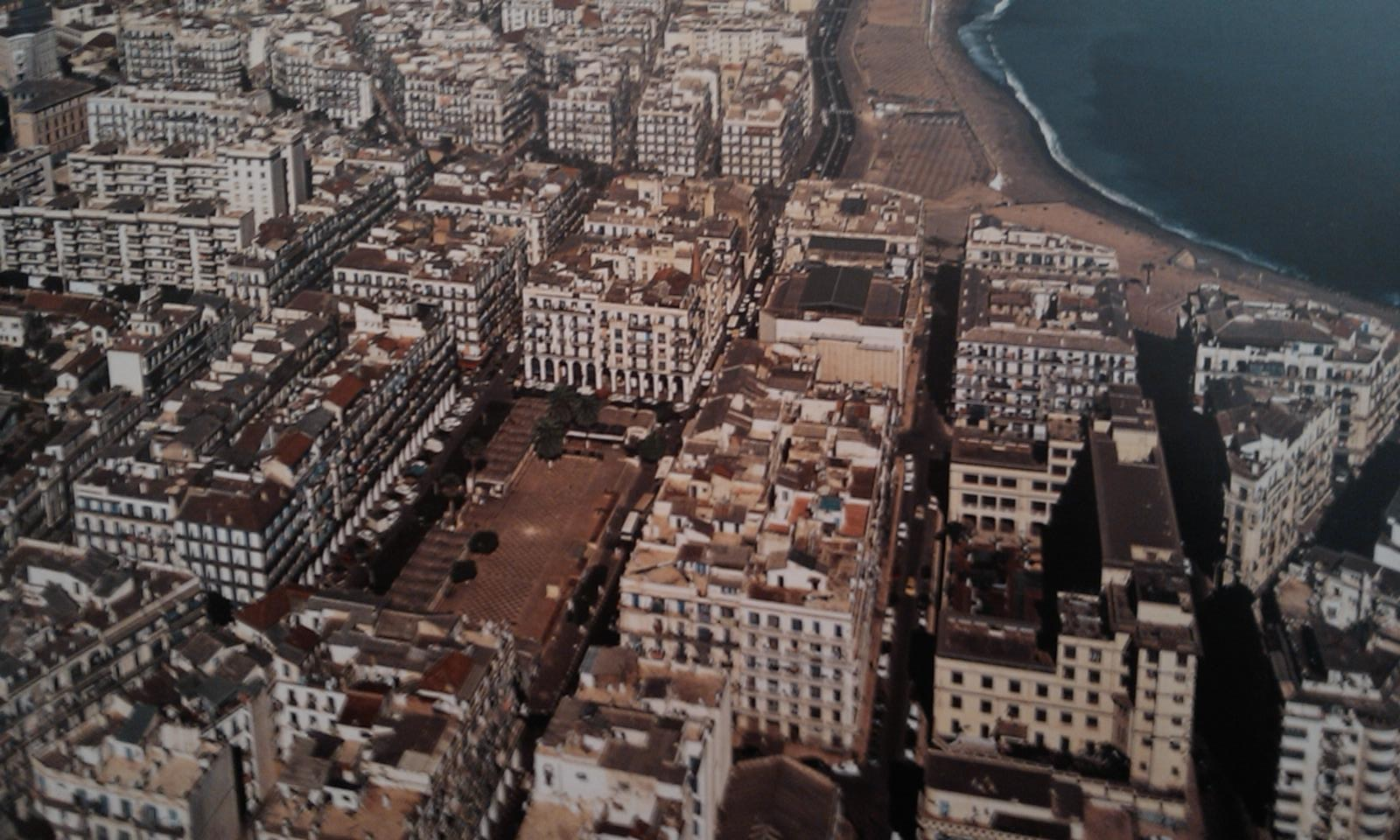
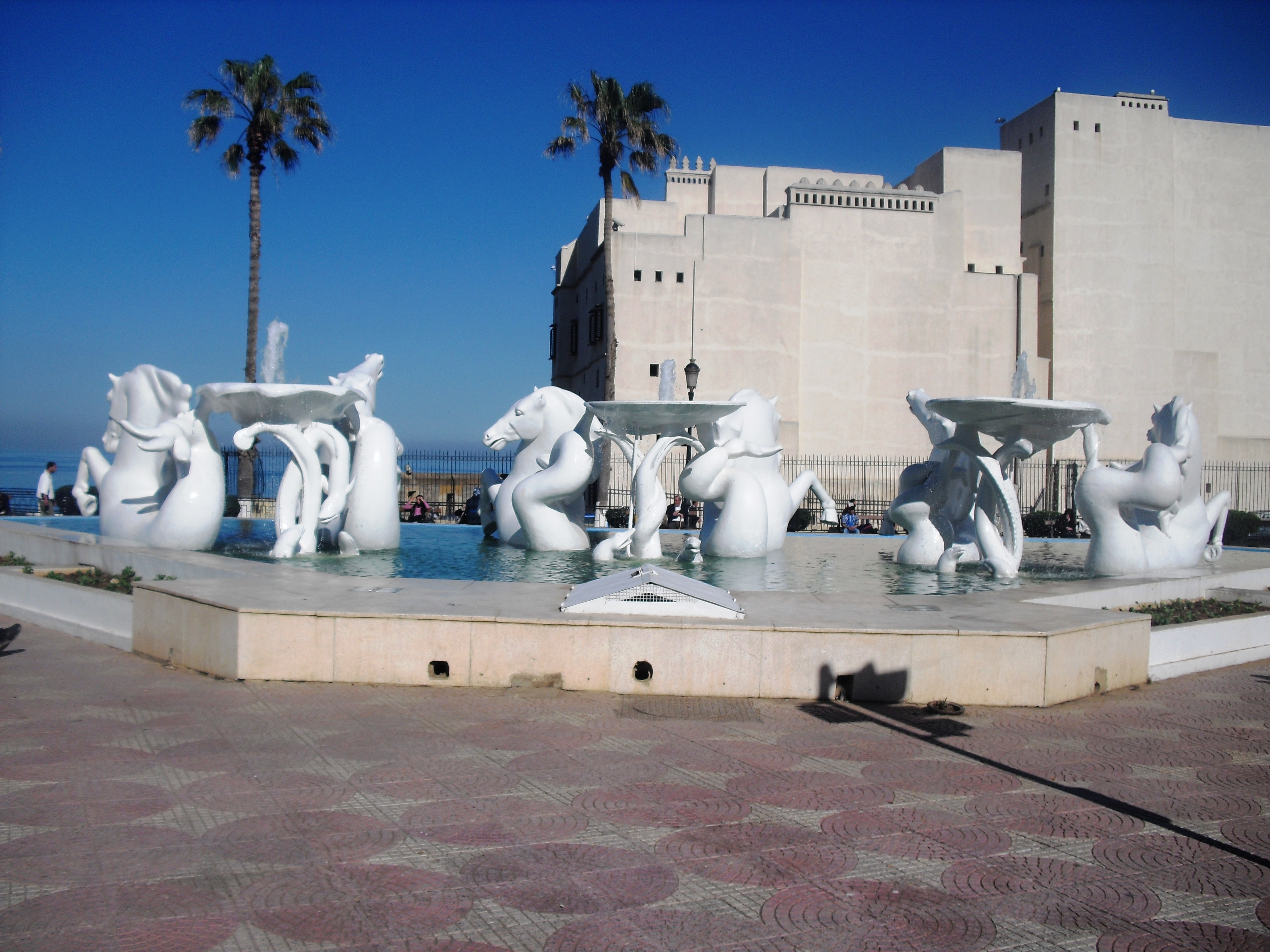